# Rýchorský kříž
Rýchorský kříž je název rozcestí a horského sedla v České republice ležící v pohoří Krkonoše.
Místo zvané Rýchorský kříž se nachází ve východních Krkonoších na spodní hranici lesa v sedle (956 m n. m.) mezi horou Mravenečník a hřebenem Rýchor. V okolí se nachází několik chalup patřících k horské osadě Rýchory územně spadající pod město Žacléř. Od centra samotného Žacléře leží Rýchorský kříž asi 3,5 km západně. Místo se nachází na území Krkonošského národního parku. Své jméno získalo díky zde stojícímu baroknímu kříži z roku 1804.
Rýchorský kříž je významným rozcestím. Skrz sedlo zde prochází cesta sem stoupající údolím Suchého potoka z Dolních Albeřic a dále pokračující do Žacléře, kterou zde křižuje hřebenová cesta od Rýchorské boudy na Mravenečník. Hřebenovou cestou je vedena červeně značená Cesta bratří Čapků z Krkonoš do Trutnova. Od Rýchorského kříže je výchozí zeleně značená trasa 4212 do Žacléře a žlutě značená trasa 7238 po pěšině kolem Sněžných bud na jihovýchodní svah Dvorského lesa. Je odsud pěkný výhled východním směrem na Vraní hory na opačnou stranu na severovýchodní Krkonoše.